# Mary du Royaume-Uni
Pour les articles homonymes, voir Marie du Royaume-Uni.
Signature
Mary du Royaume-Uni (Victoria Alexandra Alice Mary), née le 25 avril 1897 et morte le 28 mars 1965, est un membre de la famille royale britannique, devenue comtesse de Harewood.
Elle est le troisième enfant et l'unique fille du roi George V et de la reine consort Mary de Teck, la sœur cadette des rois Édouard VIII et George VI, et la tante de la reine Élisabeth II. Elle est la sixième titulaire du titre de princesse royale.

## Biographie

### Famille et enfance

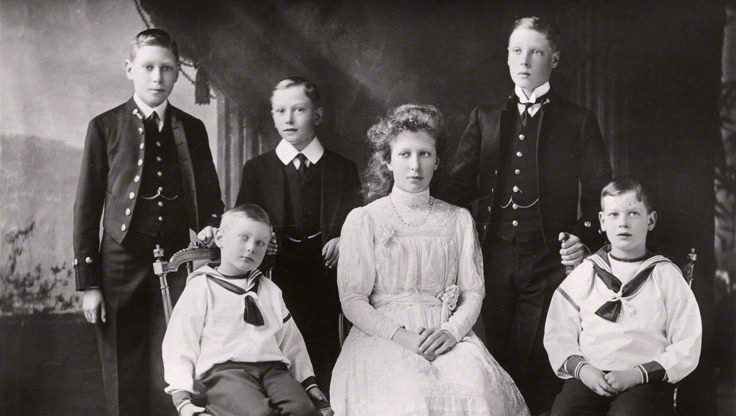
La princesse Mary avec ses cinq frères en 1910.

La princesse Mary est née le 25 avril 1897 à York Cottage, sur le domaine de Sandringham House dans le Norfolk, durant le règne de son arrière-grand-mère paternelle la reine Victoria. Elle est le troisième enfant et la fille unique de George, duc d'York, et de Mary de Teck. Son père est le seul fils survivant d'Édouard, prince de Galles, et d'Alexandra de Danemark, tandis que sa mère est l'enfant aîné et la fille unique du duc François de Teck et de Marie-Adélaïde de Cambridge. Elle est nommée Victoria Alexandra Alice Mary, d'après son arrière-grand-mère paternelle, la reine Victoria,, sa grand-mère paternelle, Alexandra de Danemark, sa grand-mère maternelle, Marie-Adélaïde, duchesse de Teck, et sa grand-tante, la grande-duchesse de Hesse Alice du Royaume-Uni, avec qui elle partage son anniversaire. Elle est cinquième dans l'ordre de succession au moment de sa naissance, avant d'être supplantée par ses frères cadets, les princes Henry, George et John.
Elle est baptisée à l'église Sainte-Marie-Madeleine de Sandringham le 7 juin 1897 par William Maclagan, archevêque d'York. Ses parrains et marraines sont : son arrière-grand-mère la reine, son grand-oncle paternel le roi Georges Ier de Grèce, sa grand-tante paternelle l'impératrice douairière de Russie Dagmar de Danemark, ses grands-parents paternels le prince et la princesse de Galles, sa grand-mère maternelle la duchesse de Teck, sa tante paternelle la princesse Victoria-Alexandra du Royaume-Uni et son oncle maternel le prince Francis de Teck.

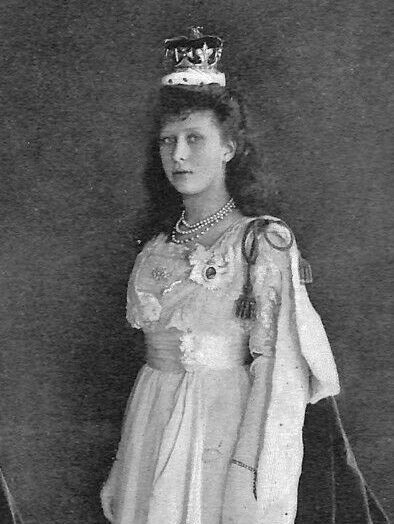
La princesse Mary au couronnement de ses parents en 1911.

La princesse Mary est éduquée par des gouvernantes, mais partage quelques leçons avec ses frères, les princes Édouard, Albert, et Henry. Elle parle couramment l'allemand et le français et développe un intérêt durable pour les chevaux. Sa première apparition officielle a lieu lors du couronnement de ses parents à l'abbaye de Westminster le 22 juin 1911.

### Activités charitables

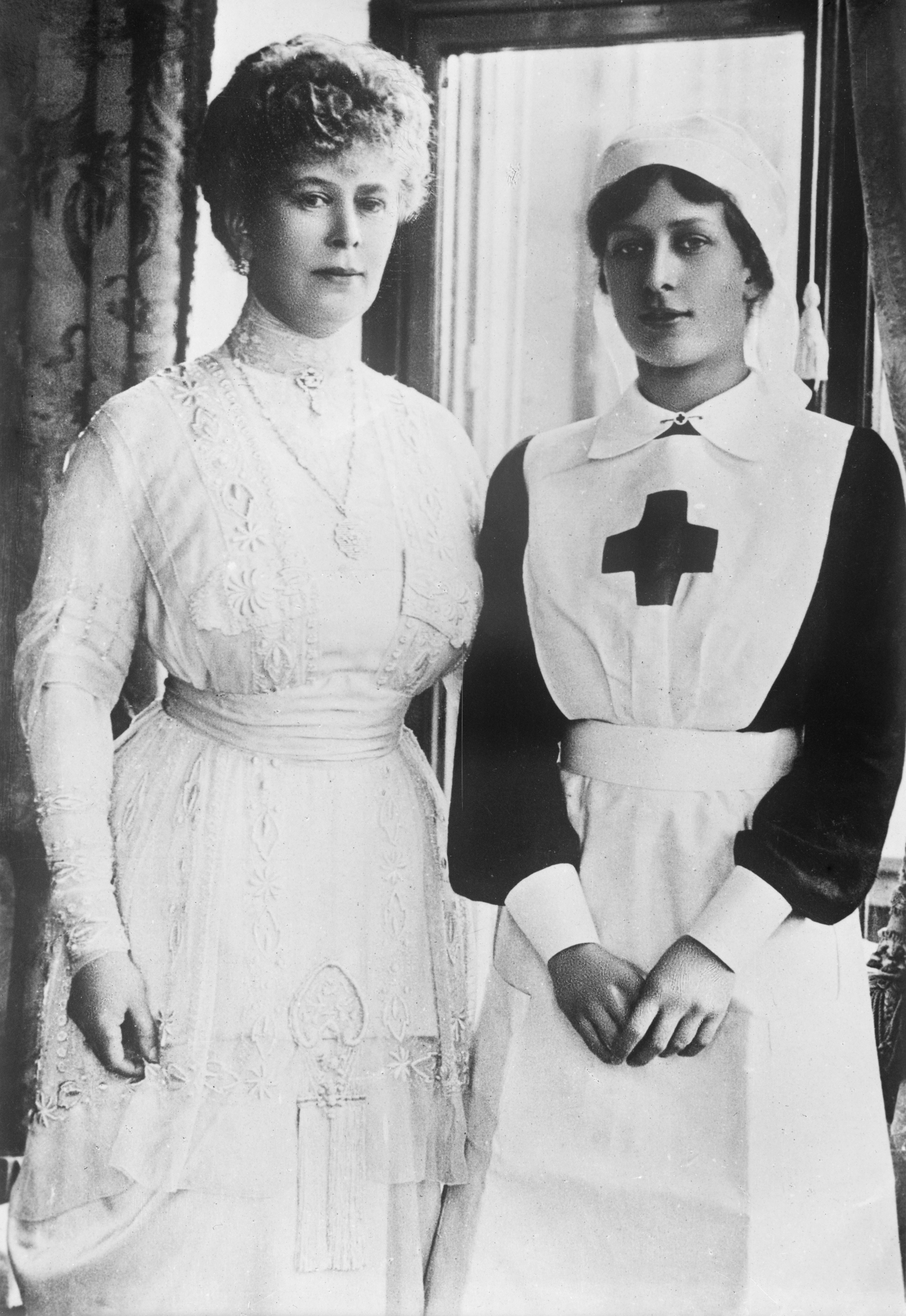
La princesse et sa mère durant la Première Guerre mondiale.

Les fonctions publiques de la princesse Mary reflètent son intérêt pour les soins infirmiers, le mouvement de scoutisme féminin et les services des femmes auprès de l'armée. Elle joue un rôle actif dans la promotion du scoutisme féminin, du Détachement d'aide volontaire, et des Land Girls.
Au cours de la Première Guerre mondiale, la princesse Mary visite des hôpitaux militaires, des centres associés au Queen Alexandra's Royal Army Nursing Corps ou au Détachement d'aide volontaire et des organisations d'aide sociale avec sa mère. Elle participe à l'effort de guerre en apportant son soutien à des projets visant à réconforter les militaires britanniques et à aider leurs familles. L'un de ces projets est le Princess Mary's Christmas Gift Fund, grâce auquel un total de 100 000 £ de cadeaux est envoyé aux soldats et marins britanniques en service pour Noël 1914,. En juin 1918, à la suite d'une annonce dans The Gentlewoman, elle commence à apprendre les soins infirmiers au Great Ormond Street Hospital, travaillant deux jours par semaine à l'Alexandra Ward,,. Le 20 novembre 1918, la princesse Mary est le premier membre de la famille royale à se rendre en France après l'Armistice.
En 1921, la princesse devient la première marraine de l'association Not Forgotten, poste qu'elle occupe jusqu'à sa mort. Le premier thé de Noël de l'association, auquel sont invités 600 militaires blessés, est organisé par Mary au palais Saint James en 1921. En 1926, la princesse Mary devient le commandant en chef des British Red Cross Detachments,.
Dans la période précédant son mariage, les filles et les femmes de l'Empire britannique nommées Mary ou ses variantes (y compris Marie, May et Miriam) se regroupent pour former "The Marys of the Empire" et récoltent de l'argent pour un cadeau de mariage,. La princesse présente cette somme à la Girl Guides Association pour l'achat du domaine de Foxlease, et à la suite de l'exposition de ses cadeaux de mariage, elle fait aussi don de la moitié des recettes, soit un total de 10 000 £ à l'association pour l'entretien du domaine, ce qui permet au projet d'être mené à terme,. Elle devient présidente honoraire de la British Girl Guide Association en 1920, un poste qu'elle occupe jusqu'à sa mort. Elle est également marraine de la Girls' Patriotic Union of Day Schools. Elle reçoit le Silver Fish Award, la plus haute distinction pour adultes du scoutisme, en reconnaissance de sa contribution au mouvement.
En 1931, elle est nommée marraine du Yorkshire Ladies Council of Education, et elle devient marraine de la Leeds Infirmary en 1936.
Dans les années 1920, elle est la marraine du Leeds Triennial Musical Festival. Dans les années 1940, la princesse Mary assiste aux soirées d'ouverture et à de nombreuses représentations du festival, tout comme son fils, George Lascelles, et sa belle-fille, Marion Stein, ancienne pianiste concertiste,. George est un critique musical renommé et le directeur artistique du Leeds Triennial Musical Festival. La princesse et son fils sont aussi les mécènes du Yorkshire Symphony Orchestra qui joue lors de soirées à Harewood House.

### Mariage

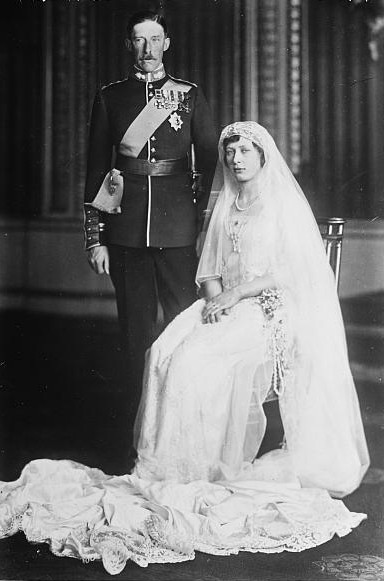
La princesse Mary et le vicomte Lascelles le jour de leur mariage.

Elle épouse, le 28 février 1922, Henry Lascelles (1882-1947), vicomte Lascelles, qui devient le 6e comte de Harewood en 1929. Le mariage a lieu à l'abbaye de Westminster, et attire de larges foules le long de la route vers le palais de Buckingham. C'est le premier mariage royal à être couvert par les magazines de mode, dont Vogue. C'est aussi le premier événement royal auquel participe, en tant que demoiselle d'honneur, Elizabeth Bowes-Lyon.
Le couple a deux fils :
- l'honorable George Lascelles, né le 7 février 1923 et mort le 11 juillet 2011, 7e comte de Harewood ;
- l'honorable Gerald Lascelles, né le 21 août 1924 et mort le 27 février 1998.

La princesse et son mari s'installent à Londres (Chesterfield House, Westminster) et dans le Yorkshire (d'abord à Goldsborough Hall, puis à Harewood House). Pendant son séjour à Goldsborough Hall, la princesse Mary fait effectuer des modifications par l'architecte Sydney Kitson, pour s'adapter à l'éducation de ses deux enfants. Elle encourage le développement de la plantation de longues allées bordées de hêtres depuis la terrasse sud et d'une allée de tilleuls plantés par ses proches dans les années 1920. Après être devenue comtesse de Harewood à la mort de son beau-père, la princesse Mary s'installe à Harewood House et s'intéresse vivement à la décoration intérieure et à la rénovation du siège de la famille Lascelles.
La princesse Mary devient également une experte en élevage de bétail et siège au conseil d'administration de la Royal Agricultural Society of England dont son mari est le président. Le couple monte aussi régulièrement avec la Bramham Moor Hunt.

### Princesse royale
Le 1er janvier 1932, George V accorde à sa fille unique le titre de princesse royale, succédant ainsi à sa tante la princesse Louise, duchesse de Fife, décédée un an plus tôt.
La princesse royale est particulièrement proche de son frère aîné, le prince de Galles, connu sous le nom de David dans sa famille proche, qui devient le roi Édouard VIII à la mort de leur père en 1936. Après la crise d'abdication, elle et son mari séjournent chez l'ancien roi, désormais duc de Windsor, au château d'Enzesfeld près de Vienne. Plus tard, en novembre 1947, elle aurait refusé d'assister au mariage de sa nièce, la princesse Élisabeth, avec Philip Mountbatten car le duc de Windsor n'a pas été invité. Elle invoque sa santé comme raison officielle de son absence. En mars 1953, elle écourte sa tournée aux Antilles et avant de rentrer à Londres, fait un détour surprise vers New York, où elle rencontre le duc et la duchesse de Windsor. Elle pose pour des photos avec eux avant qu'elle et le duc n'embarquent pour rendre visite à leur mère malade.

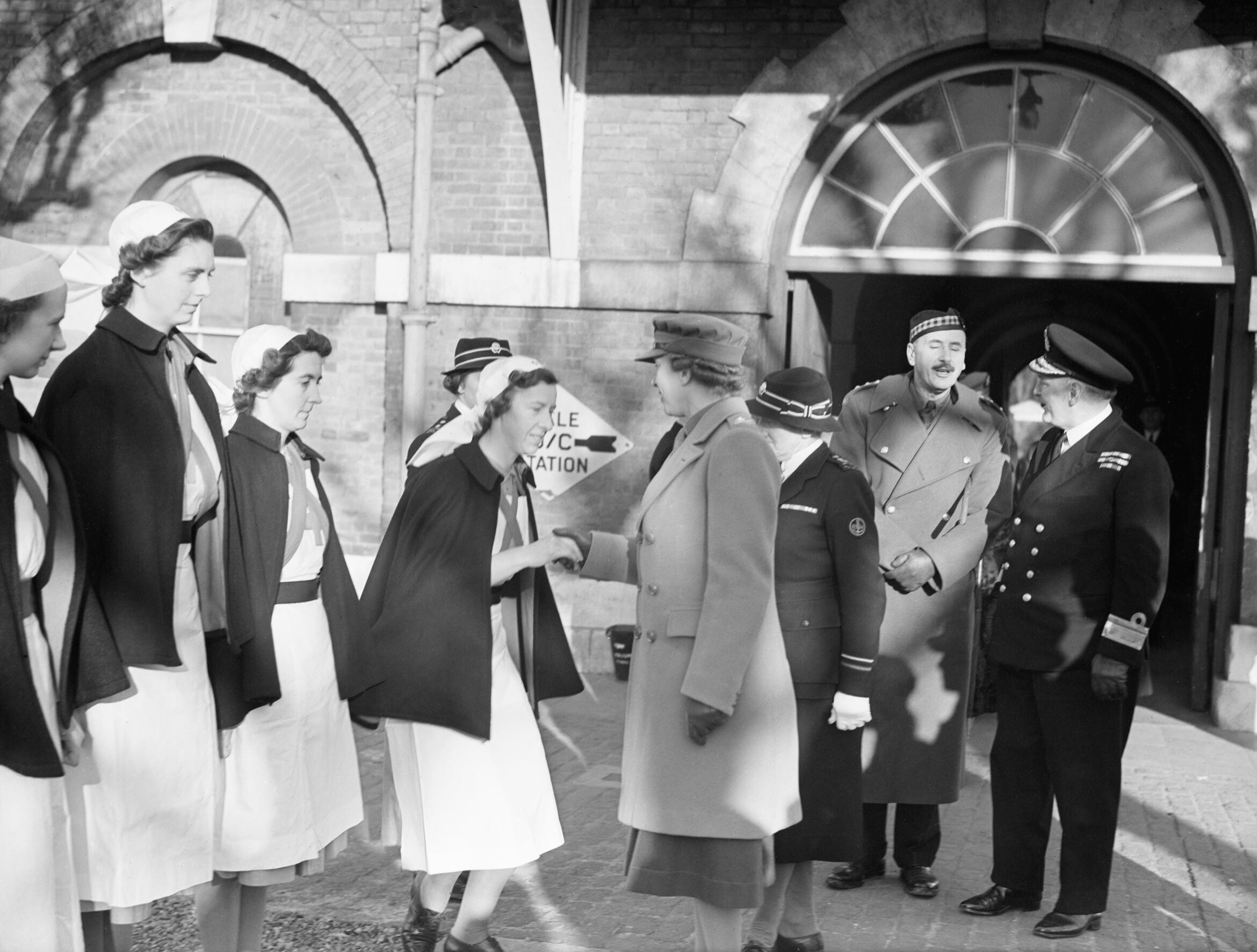
La princesse royale visitant le Royal Hospital Haslar en 1943.

Au déclenchement de la Seconde Guerre mondiale, la princesse royale devient contrôleur en chef puis contrôleur commandant du Auxiliary Territorial Service, rebaptisé Women's Royal Army Corps en 1949,. À ce titre, elle voyage à travers le pays, visitant ses unités, ainsi que des cantines de guerre et d'autres organisations d'aide sociale. Après la mort en 1942 dans l'accident aérien de Dunbeath de son frère cadet le duc de Kent, elle devient la présidente du Papworth Hospital. En 1949, le 10e régiment des fusiliers Gurkhas est rebaptisé 10e régiment de fusiliers gorkhas de la princesse Mary en son honneur. La princesse royale est devenue commandant en chef du service infirmier du Princess Mary's Royal Air Force Nursing Service en 1950, at a reçu le grade honorifique de général de la British Army en 1956.
Après la mort de son mari en 1947, la princesse royale vit à Harewood House avec son fils aîné et sa famille. Elle devient chancelière de l'université de Leeds en 1951 et continue à exercer des fonctions officielles dans son pays et à l'étranger. Elle assiste au couronnement d'Élisabeth II en juin 1953, puis représente la reine aux célébrations de l'indépendance de Trinité-et-Tobago en 1962 et de la Zambie en 1964. L'un de ses derniers engagements officiels est de représenter la reine aux funérailles de la reine de Suède Louise Mountbatten au début de mars 1965. La princesse royale rend visite à son frère, le duc de Windsor, à la clinique de Londres en mars 1965, alors qu'il se remet d'une récente opération de l'œil. La princesse rencontre également sa femme, la duchesse de Windsor, lors de l'une des rares rencontres de la duchesse avec la famille immédiate de son mari.
Le 28 mars 1965, la princesse royale est victime d'une crise cardiaque mortelle lors d'une promenade avec son fils aîné et ses enfants dans le parc du domaine de Harewood House. Elle est inhumée aux côtés de son mari dans le caveau de la famille Lascelles de l'All Saints' Church de Harewood, après des funérailles privées à la cathédrale d'York. Un service commémoratif est organisé à l'abbaye de Westminster.

## Titulature
- Son Altesse la princesse Mary d'York (1897-1898)
- Son Altesse Royale la princesse Mary d'York (1898-1901)
- Son Altesse Royale la princesse Mary de Cornouailles et d'York (1901)
- Son Altesse Royale la princesse Mary de Galles (1901-1910)
- Son Altesse Royale la princesse Mary (1910-1922)
- Son Altesse Royale la princesse Mary, vicomtesse Lascelles (1922-1929)
- Son Altesse Royale la princesse Mary, comtesse de Harewood (1929-1932)
- Son Altesse Royale la princesse royale, comtesse de Harewood (1932-1965)

## Distinctions
- Compagnon de l'ordre de la Couronne d'Inde (CI - 25 avril 1919)
- Dame grand-croix du très vénérable ordre de Saint-Jean (GCStJ - 12 mai 1926)
- Dame de l'ordre de la Reine Marie-Louise (12 juillet 1926)
- Dame grand-croix de l'ordre de l'Empire britannique (GBE - 3 juin 1927)
- Dame grand-croix de l'ordre royal de Victoria (GCVO - 11 mai 1937)
- Membre de première classe de la Croix rouge royale (RRC - 1953)